# Платонов, Дмитрий Александрович
Дмитрий Александрович Платонов (бел. Зміцер Платонаў; 7 февраля 1986, Минск, БССР, СССР) — белорусский футболист, нападающий.
Дмитрий футболом начал заниматься с 7 лет. Первый тренер — Я. Б. Ляндрис. С 2010 по 2012 годы выступал за команду «Гомель». Ранее выступал за минскую «Звезду-БГУ», борисовский БАТЭ, микашевичский «Гранит» и солигорский «Шахтер».
В 2013 году на правах свободного агента перешёл в «Торпедо-БелАЗ». Начал сезон игроком основы, в апреле получил травму и выбыл на месяц. Сразу после возвращения, 12 мая 2013 года, отметился хет-триком в ворота мозырской «Славии». В июне получил очередную травму, из-за которой выбыл до конца сезона. В январе 2014 года продлил контракт с клубом. Начало сезона 2014 пропустил из-за травмы, позднее в основном выходил на замену. В конце сезона стал появляться в стартовом составе на позиции центрального нападающего. Всего за сезон 2014 забил 6 голов, из них 4 — после выхода на замену. В феврале 2015 года очередной раз продлил соглашение с жодинским клубом. В сезоне 2015 с 7 голами смог стать лучшим бомбардиром клуба в чемпионате. По окончании срока контракта в феврале 2016 года покинул Жодино.
В марте 2016 года перешёл в юрмальский «Спартак». Помог клубу стать чемпионом Латвии, а сам с 12 голами стал вторым бомбардиром чемпионата.
В январе 2018 года стал игроком другого латвийского клуба — РФС. Начинал сезон в основном составе, позднее стал оставаться на скамейке запасных. В декабре стало известно, что рижский клуб не станет продлевать контракт с нападающим на следующий сезон.
В начале 2019 года вместе с либерийцем Дэвидом Текло находился на просмотре в клубе «Динамо-Брест», но не подошёл и принял решение завершить профессиональную карьеру.
У Дмитрия есть брат-близнец Павел, выступавший тоже за футбольный клуб «Торпедо-БелАЗ».

## Достижения
- Чемпион Беларуси (2): 2006, 2007
- Бронзовый призёр чемпионата Беларуси: 2011
- Обладатель Кубка Беларуси (2): 2005/06, 2010/11
- Обладатель Суперкубка Беларуси: 2012
- Чемпион Латвии (2): 2016, 2017
- Бронзовый призёр чемпионата Латвии: 2018